# Ban-Karai-Pass
Der Ban-Karai-Pass (Vietnamesisch: Đèo Bản Karai) ist ein Gebirgspass im Truong-Son-Gebirge, der Vietnam mit Laos verbindet. Der Pass spielte eine wichtige Rolle während des Vietnamkriegs, wird heute aber kaum noch kommerziell genutzt. Auf der Passhöhe befindet sich ein Polizeiposten.

## Lage und Verlauf
Der Ban-Karai-Pass befindet sich ungefähr 60 km südwestlich von Đồng Hới, Hauptstadt der Provinz Quảng Bình in Zentral-Vietnam, und 65 km nördlich von Tchepone, dem ehemaligen Dorf am Zusammenfluss von Sepon und Banghiang-Fluss. Von Vietnam führt eine zweispurige schlecht unterhaltene Kopfsteinpflasterstraße mit der Nummer 20, früher auch mit den Nummern 137 und 565 bezeichnet, auf die Passhöhe auf 714 m. Auf der Seite von Laos heißt die Straße 912. Sie ist ebenfalls als Kopfsteinpflasterstraße ausgeführt, aber nur noch einspurig ausgebaut und erreicht bei Ban Lobôy den Bangfai-Fluss.

## Geschichte
Der Ho-Chi-Minh-Pfad war ein System von Straßen- und Pfaden, das von Nordvietnam über Laos und Kambodschas nach Südvietnam führte und im Indochinakrieg und im Vietnamkrieg als wichtige Nachschublinie für Nordvietnam zur Unterstützung der Kämpfer im Süden diente. Zuerst dienten der Nape-Pass und der Mu-Gia-Pass als Einstieg in den Ho-Chi-Minh-Pfad. Diese Pässe wurden aber schnell zu Hauptangriffszielen schwerer amerikanischer Bombardierungen, sodass die Vietnamesische Volksarmee Umgehungswege zu den vorgenannten Pässe baute. Einer davon war der Ausbau des Ban-Karai-Passes, der erst in der Trockenzeit der Jahre 1966/67 für den Verkehr mit Lastkraftwagen ausgebaut wurde. Die Lage weiter südlich von den anderen Pässen, näher an der Demarkationslinie zu Südvietnam, hatte den Vorteil, dass die Militärkolonnen länger in Nordvietnam fahren konnten, wo sie seit der Einstellung der amerikanischen Bombardements auf Nordvietnam im November 1968 ungehindert verkehren konnten. Anfang 1969 war der Ban-Karai-Pass eine der wichtigsten Infiltrations- und Versorgungswege für Soldaten und Material. Um trotzdem die Nachschublinie unbenutzbar zu machen, begann die Amerikaner die Furten durch den Bangfai-Fluss bei Ban Lobôy zu bombardieren, sodass die Straße zeitweise nur noch als Fußweg benutzt werden konnte. Die Stelle gilt als der am stärksten bombardierte Ort der Welt. Nachdem die Nordvietnamesische Volksarmee drei Umgehungen weiter nördlich zur bombardierten Stelle gebaut hatten, bombardierten die Amerikaner die Straße 912 sechs Kilometer unter der Passhöhe. Dies bewirkte, das die Volksarmee den noch weiter südlich unmittelbar bei der Demarkationslinie  liegenden Ban-Raving-Pass ausbaute.